# إنتاج إعلامي

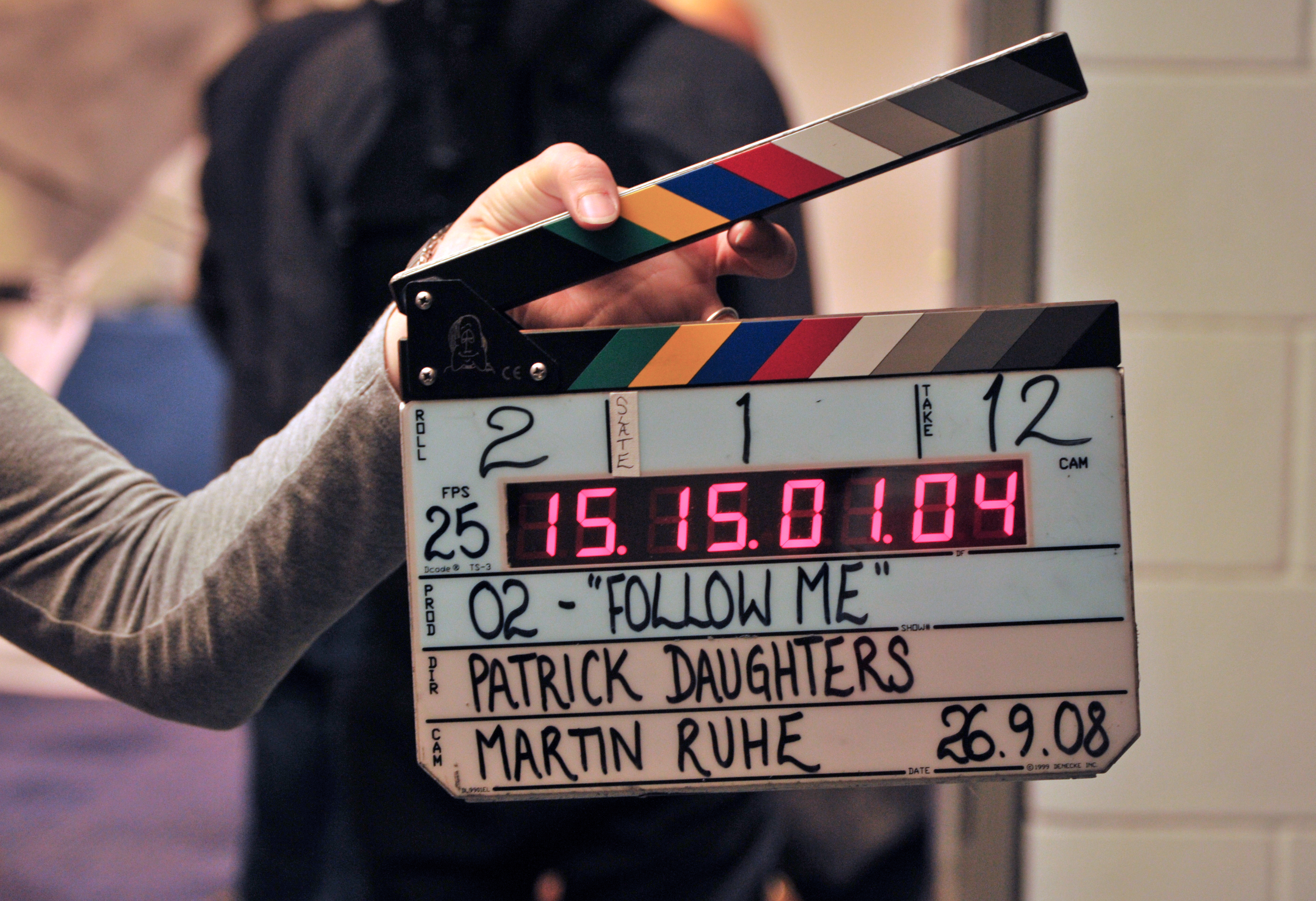

الإنتاج الإعلامي مصطلح يشير إلى كل ما يتعلق بمجال إنتاج البرامج التلفزيونية والإذاعية. أما الإنتاج السينمائي فهو الدافع الأكبر المحرك لكافة المهن السينمائية المتخصصة القائمة على تنفيذ الفلم حتى يصبح قابلاً للعرض الجماهيري، بداية من مرحلة دراسة الجدوى وحتى مرحلة العرض الجماهيري، والذي يندفع من خلاله العمل السينمائي قدماً إلى الأمام على مستوى كل تخصص سينمائي طبقا للبرنامج المخطط له مسبقاً قبل بدء التنفيذ.

## خط
تجري عملية الإنتاج في عدة خطوات بعد اختيار السينمائي المطلق.

## دراسة الجدوى
يتم خلالها عدة مراحل متعلقة بالنص السينمائي

### موافقة الرقابة على النص
فلا يتم البدء في الخطوة التالية الا إذا كانت إدارة الرقابة موافقة على إنتاج النص.

### دراسة الموقف التسويقي المرتقب
دراسة ميول الناس السينمائية، وموضوع النص السينمائي، والفئة الموجه لهم ومدى قابليتهم لمحتوى الفلم.

### الموقف التكنولوجي لمحتوى النص
يجب أن تتوافر لدى الجهة المنتجة الإمكانيات التكنولوجية ووسائل التقنيات الحديثة المناسبة لتصوير المشاهد الواردة في النص، من كاميرات مناسبة، وخدع فنية، وفنيون متخصصون وبرامج وأجهزة خاصة لضمان ايصال فكرة الكاتب بصريا وسمعيا.

### اللياقة البدنية والاداء الحركي للممثلين
اختيار الممثلين المناسبين بحسب أدوارهم في النص، ويكونون على مستوى مناسب من اللياقة البدنية والأداء.

### الموقف التمويلي
التأكد من إمكانية تدبير كافة المتطلبات التمويلية من السيولة النقدية اللازمة لمواجهة كل تكاليف إنتاج وتسويق الفلم.

## اعداد الميزانية المبدئية
يتولى مدير الإنتاج السينمائي إعداد أرقام الميزانية التقديرية البدئية ليتفق عليه التفريغ الإنتاجي للسيناريو، أي تفريغ السيناريو لأغراض إنتاجية بحسب الممثلين ومواقع التصوير والطاقم الإنتاجي المستخدم.

## التحضير
يتم فيها البدء بتدبير المستلزمات المادية
- التعاقد مع كاتب السيناريو
- التعاقد مع مدير الإنتاج
- التعاقد مع الطاقم الفني

الممثلين الرئيسيين، الثانويين، المهن السينمائية الأخرى.
- التعاقد مع الاستوديوهات
- توفير الخامات السينمائية
- مشاركة الطاقم الفني

في اختيار مناطق التصوير المناسبة
- استخراج تصاريح التصوير

في المواقع الخاصة، أو العامة من الجهات المعنية، المسؤلة.
- متابعة انجاز المواد الخام

الديكور، الملابس والاكسسوارات.
- تجربة الأجهزة السينمائية
- اعداد الميزانية النهائية

and the good man well be super hero

## مرحلة التصوير
الدورة الفنية للفلم وتتم على مرحلتين
- متابعة آلية سير تصوير المشاهد.
- متلية تحويل الشريط السينماإلى صور.

## مرحلة التشطيب
إضافة الصوت إلى الصورة، الديالوج «الحوار» والموسيقى التصويري والمؤثرات الصوتية الأخرى، وتتم عملية المكساج

## مرحلة العرض
اختيار دور العرض المناسبة، واعداد الملصقات والاعلانات الفلمية والحملات الاعلانية الترويجية للفلم.

## التوزيع
وهو عملية بيع حقوق الاستغلال للفلم السينمائي. كما تقوم منشآت سواء كانت فردية أو شركات بهذه العملية، ويطلق عليها كلمة «موزع». تقوم منشآت التوزيع أو الموزع ببيع حقوق الاستغلال لحساب المنتج.وإن كان في هذا المجال لا يتم البيع باسم المنتج، وإنما باسم الموزع كما لو كان الفلم ملكه مقابل أجر اتفق علي أن يسمي عمولة توزيع.
ويكون التوزيع داخلي وخارجي، ويعتمد على السوق الداخلية بشكل أكبر، ولها طرق متعددة.

## المنتج
المنتج السينمائي، ويسمى «المنتج المنفذ» هو من يقوم بعملية تلقي النص واختيار المخرج المناسب له وفق الإمكانيات المادية المتوافرة لدى شركة الإنتاج التي ستقوم بإنتاج الفلم. باختصار هو من يقوم بعملية الإنتاج السينمائي.